# Conus magellanicus
Conus magellanicus é uma espécie de gastrópode do gênero Conus, pertencente à família Conidae.